# Kasteel Walenburg
Walenburg is een uit de 13e eeuw stammende ridderhofstad aan de Langbroekerwetering in Neerlangbroek. Het kasteeltje ligt op een vierkant eilandje, met daarachter een tweede eilandje waarop de tuin zich bevindt.

## Geschiedenis
Het gebouw, vroeger ook Walensteyn genoemd, werd al in de 13de eeuw genoemd. Eind 13de of begin 14de eeuw werden er twee verdiepingen opgebouwd waarna de huidige hoogte van bijna 15 meter werd bereikt.
De donjon is waarschijnlijk uit de 14de eeuw, en stond jarenlang alleen. De toren bestond oorspronkelijk uit slechts één ruimte waarboven zich een gevechtsplatform bevond. De gevel was toen 6,5 meter hoog. De muren zijn 120cm dik. Het gebouw steunt op gewelven en hoekpijlers. Rond 1550 werd er een woonvleugel aangebouwd.
Eind 14e eeuw kwam de toren in het bezit van de familie De Ridder van Groenenstein, die eigenaar was van meerdere hofstedes. Tot 1574 was Nicolaas de Ridder eigenaar van het kasteeltje. Toen hij te veel schulden had moest hij het verkopen aan mr Johan van Lendt te Utrecht. Deze verkocht het vier jaar later aan Johan van der Meer, die de Walenburg in 1582 verkocht aan Jan van Hattum van Rhijnestein. Nog diezelfde dag werd de Walenburg doorverkocht aan Johan Botter van Snellenburch.
In 1648 werd het kasteel verkocht aan Diederik van Doeyenburch à Cuylenburch, die het kasteel tot 1661 in zijn bezit hield. De volgende eigenaar was George Johan baron van Weede. De Walenburg bleef in die familie tot het in 1733 verkocht werd aan Jan Robbert Mollerus. In 1761 werd de Walenburg verkocht aan Johannes Mathys Swemmelaar en zijn echtgenote Anna Maria van Plasburg. Na haar overlijden wordt haar zoon in 1792 beleend met het goed.
In 1803 kwam het kasteeltje in het bezit van de familie van Lynden van Sandenburg. Gijsbert Karel Cornelis Jan baron van Lynden van Sandenburg liet de bijgebouwen slopen en tegen de toren werd een boerderij gebouwd.

## Restauratie
Het ernstig vervallen geheel werd in 1965 - 1967 gerestaureerd door architect Elias Anthony Canneman, toen hoofdarchitect van Monumentenzorg. Hierbij werd het poortgebouw gereconstrueerd.
Met zijn echtgenote, de tuinarchitecte Liesbeth Canneman-Philipse legde hij op het rechthoekig omgrachte terrein een geometrische tuin aan. De verschillende kamers vormen een verlengstuk van het kasteel. De tuin werd lange tijd door de Nederlandse Tuinenstichting beheerd.
Ook na zijn pensionering woonden Canneman en zijn echtgenote op het kasteel. Daarna werd de Walenburg betrokken door een lid van de familie van Lynden van Sandenburg. In 2000 werd het in erfpacht uitgegeven.